# Isis (récit)
Isis est un roman de l'écrivain français Auguste de Villiers de l'Isle-Adam, publié en 1862.

## Historique
En août 1862, Auguste de Villiers de L'Isle-Adam publie à compte d'auteur et à cent exemplaires, chez Édouard Dentu à Paris, un volume de Prolégomènes, numéroté I, avec Tullia Fabriana en sous-titre, dont l'édition portait le titre général Isis. Un seul volume sera édité ; les six autres annoncés ne verront jamais le jour.

L'œuvre est dédiée « à Monsieur Hyacinthe du Pontavice de Heussey ».

## Résumé
En 1788, à Florence, le jeune prince Wilhelm de Strally-d'Anthas est présenté à la mystérieuse Tullia Fabriana, une femme énigmatique. Cette nouvelle Isis envisage de pousser le prince à s'emparer du royaume de Naples.

## Analyse
Auguste de Villiers de L'Isle-Adam, dans sa dédicace du 2 juillet 1862 à son ami Hyacinthe du Pontavice de Heussey, annonçait :« Isis est le titre d'un ensemble d'ouvrages qui paraîtront, si je dois l'espérer, à de courts intervalles : c'est la formule collective d'une série de romans philosophiques; c'est l'X d'un problème et d'un idéal ; c'est le grand inconnu. L'Œuvre se définira d'elle-même, une fois achevée.»